# Bataille de San Millan-Osma
Guerre d'indépendance espagnole
Batailles
- San Millan-Osma (06/1813)
- Vitoria (06/1813)
- Tolosa (06/1813)
- Saint-Sébastien (1er) (07/1813)
- Pyrénées (07/1813)
- Maya (07/1813)
- Roncevaux (07/1813)
- Sorauren (07/1813)
- Beunza (07/1813)
- Saint-Sébastien (2e) (08/1813)
- San Marcial (08/1813)
- Bidassoa (10/1813)
- Pampelune (10/1813)
- Nivelle (11/1813)
- Nive (12/1813)

- Garris (02/1814)
- Orthez (02/1814)
- Bayonne (02/1814)
- Toulouse (04/1814)

La bataille de San Millan-Osma se déroula le 18 juin 1813 à San Millán de San Zadornil et Osma, dans le nord de l'Espagne, et opposa deux divisions britanniques de l'armée d'Arthur Wellesley de Wellington à deux divisions de l'armée impériale française commandée par Joseph Bonaparte. Ces deux engagements se déroulèrent dans le cadre de la guerre d'indépendance espagnole.
À San Millán, la division légère du général Charles Alten malmena la division française du général Antoine Louis Popon de Maucune, tandis qu'à Osma, à environ 7 km au nord-est, la division française du général Jacques Thomas Sarrut livra un combat décevant face à la division britannique de Kenneth Howard avant de se replier au sud-est. 
Au cours de l'été 1813, Wellington quitta sa base du Portugal et pénétra en Espagne à la tête d'une puissante armée composée de soldats britanniques, portugais et espagnols. Le général britannique déjoua les intentions de ses adversaires et contraignit les Français à abandonner successivement Salamanque, Valladolid, Madrid et Burgos. Le roi Joseph et le maréchal Jean-Baptiste Jourdan estimèrent que leur armée était en sécurité derrière l'Èbre mais Wellington manœuvra pour déborder la ligne française par le nord. Alors que Sarrut se déplaçait dans cette direction, sa division se heurta aux soldats d'Howard pendant que la division Maucune, en position à San Millán, fut brusquement attaquée à l'ouest par les troupes d'Alten. Estimant la division Maucune trop affaiblie pour prendre part au combat, Joseph la chargea d'escorter un convoi en partance pour la France, lui faisant ainsi manquer la bataille de Vitoria qui eut lieu trois jours plus tard. 

## Contexte
Après sa campagne de l'automne 1812 en Espagne, l'armée anglo-alliée du marquis Arthur Wellesley de Wellington se trouva dans un triste état, avec 18 000 soldats hospitalisés. Les résultats stratégiques étaient cependant importants puisque les Français avaient été éjectés des villes de Ciudad Rodrigo, Badajoz, Astorga et Séville et des provinces d'Andalousie, d'Estrémadure et des Asturies. Un contingent de 5 000 hommes venu de Grande-Bretagne était également arrivé pour renforcer le corps expéditionnaire. 
L'hiver 1812 vit par ailleurs la destruction des troupes françaises de Napoléon lors de la campagne de Russie. Ce dernier, afin de rebâtir une nouvelle armée en Allemagne, ordonna le rappel de 15 000 hommes qui se battaient alors en Espagne dans l'armée de son frère Joseph Bonaparte et de 5 000 hommes des forces du maréchal Louis-Gabriel Suchet qui opéraient à l'est de la péninsule Ibérique. À la satisfaction de Joseph, le maréchal Jean-de-Dieu Soult, avec qui il ne s'entendait pas, fut également rappelé par l'Empereur et remplacé par le maréchal Jean-Baptiste Jourdan. Ces diverses ponctions réduisirent les effectifs dont disposait Joseph à 95 000 hommes, répartis en trois armées : l'armée du Portugal (42 000 hommes) sous les ordres du général Honoré Charles Reille, l'armée du Sud (36 000 hommes) sous le commandement du général Honoré Théodore Maxime Gazan et l'armée du Centre (17 000 hommes) dirigée par le général Jean-Baptiste Drouet d'Erlon. 
Dans le même temps, les troupes françaises parvinrent à reprendre le contrôle des régions centrale et septentrionale de la péninsule. Toutefois, le conflit qui opposait les occupants à la guérilla dans le nord de l'Espagne dégénéra rapidement et Napoléon remplaça le général Marie François Auguste de Caffarelli du Falga par le général Bertrand Clauzel au commandement de l'armée du Nord. Voulant par-dessus tout protéger les lignes de communication avec la France des attaques récurrentes des partisans espagnols, l'Empereur ordonna de mettre les six divisions de l'armée du Portugal à la disposition de Clauzel afin de lutter contre la guérilla. Avec ce renfort considérable, Clauzel entreprit la suppression des bandes irrégulières en Navarre. Le 30 mars 1813, il essuya un premier revers lorsque le chef d'une de ces bandes, Francisco Espoz y Mina, tendit une embuscade à une colonne française. Deux bataillons occupés à piller la ville de Lerín furent surpris par l'arrivée de Mina avec un corps de 2 100 guérilleros parmi lesquels 200 lanciers. Sur 1 500 soldats français, seule une poignée échappa au désastre et 663 furent faits prisonniers. Le général Marie Étienne de Barbot, commandant la 2e division de l'armée du Portugal, ne bougea pas alors qu'il se trouvait à proximité du lieu du combat avec six bataillons.  
Le 12 mai 1813, Clauzel repéra et détruisit le campement de Mina dans la vallée de Roncal, infligeant 1 000 pertes aux guérilleros. Le même jour, le général Maximilien Sébastien Foy reprit la ville de Castro Urdiales dans le golfe de Gascogne. Foy commandait à cette période, en plus de sa 1re division, la 4e division du général Jacques Thomas Sarrut, appartenant l'une et l'autre à l'armée du Portugal, ainsi que la division italienne du général Giuseppe Federico Palombini rattachée à l'armée du Centre. Les troupes franco-italiennes, fortes de 10 000 hommes et de 18 canons de siège, perdirent dans ce combat 150 tués ou blessés alors que les 1 000 défenseurs espagnols du colonel Pedro Alvarez laissèrent 160 hommes sur le terrain. Ces derniers, après avoir fait sauter la réserve de poudre et jeté leurs canons dans la baie, furent évacués par la Royal Navy. Pendant que Foy et Clauzel s'employaient activement à faire la chasse aux guérilleros, des événements majeurs se produisirent à la même période dans le reste de l'Espagne.

## L'offensive alliée

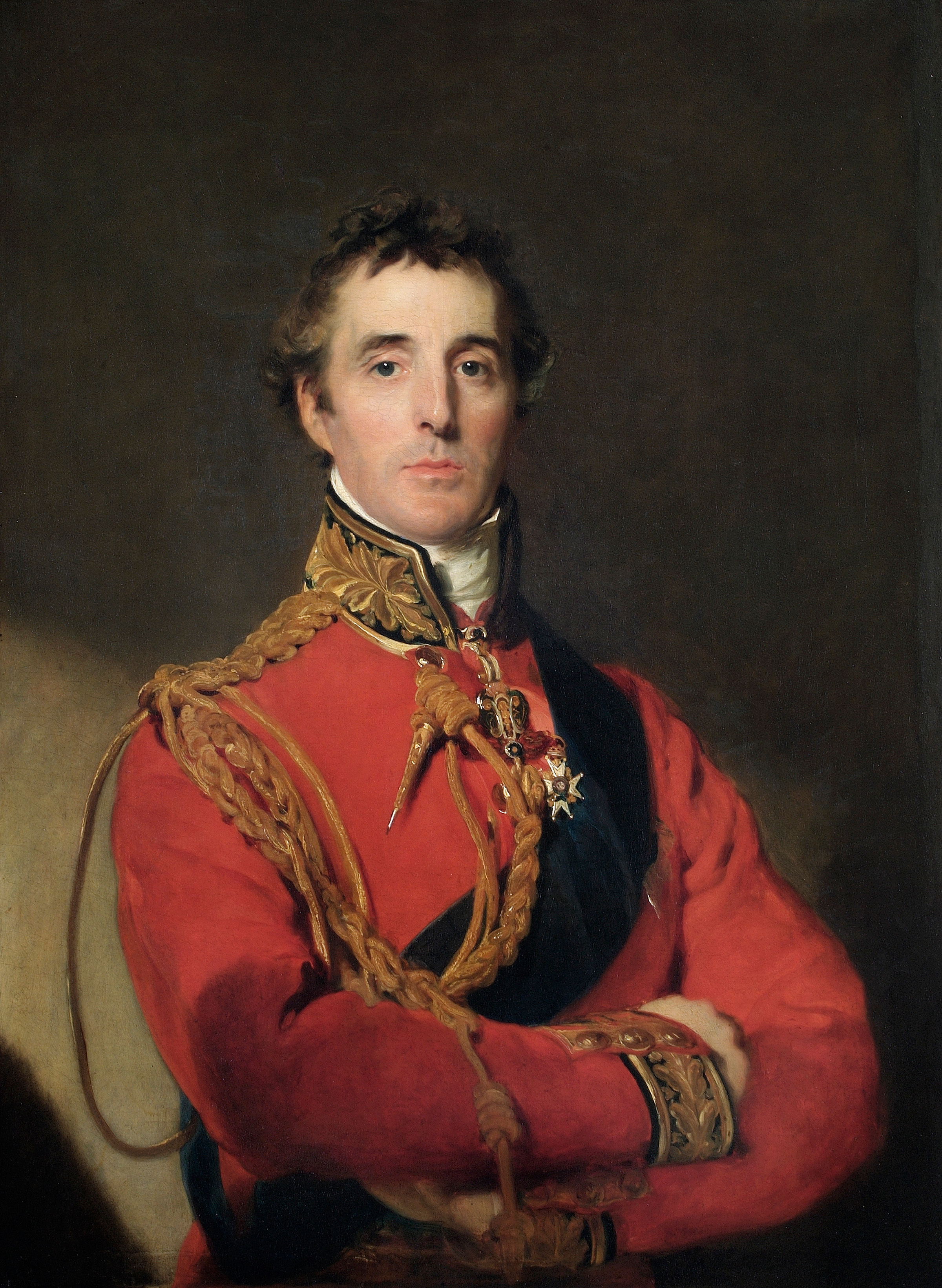
Le marquis de Wellington, commandant en chef les armées alliées.

Après les nouvelles ponctions effectuées sur ses forces, Joseph n'opposait désormais à Wellington que 33 000 fantassins, 9 000 cavaliers et 100 canons. Napoléon cherchait à rassurer son frère en l'assurant que le général britannique était bien trop prudent pour tenter de profiter de la situation et qu'il ne disposait dans tous les cas que de 30 000 soldats britanniques et de 20 000 Portugais. En réalité, Wellington menait l'offensive avec 52 000 soldats britanniques, 28 000 Portugais et 25 000 Espagnols. L'aile droite commandée par le général Rowland Hill, forte de trois divisions, se dirigeait par le nord-est en direction de Salamanque pendant que les six divisions de l'aile gauche conduite par Thomas Graham, encore au Portugal, s'étaient établies sur la rive nord du Douro.  
Joseph et Jourdan déployèrent l'armée du Sud commandée par Gazan et celle du Centre aux ordres de Drouet d'Erlon en avant de Valladolid et Ségovie, alors que Reille, avec 17 000 hommes de l'armée du Portugal, fut envoyé au nord afin d'aider à la répression de la guérilla. À cette période, les 20 000 soldats de Clauzel se trouvaient très à l'est, à proximité de Pampelune. Le corps de Hill fit son entrée à Salamanque le 26 mai 1813 après avoir chassé les troupes françaises du général Eugène-Casimir Villatte et fait 200 prisonniers. Simultanément, les forces de Graham traversèrent la rivière Esla en crue au gué d'Almendra le 31 mai, perdant quelques noyés et une grande quantité de matériel. Le général Augustin Darricau, dont la division stationnait à Zamora, envoya une reconnaissance de cavalerie vers l'ouest le 20 mai mais ces soldats ne décelèrent aucun mouvement de l'ennemi, manquant de peu les troupes de Graham qui traversèrent le Douro peu après. Finalement alerté de l'approche d'une armée de 64 000 hommes en provenance du nord-ouest, Darricau recula vers l'est et la ville de Zamora fut occupée par Graham dans la matinée du 2 juin.

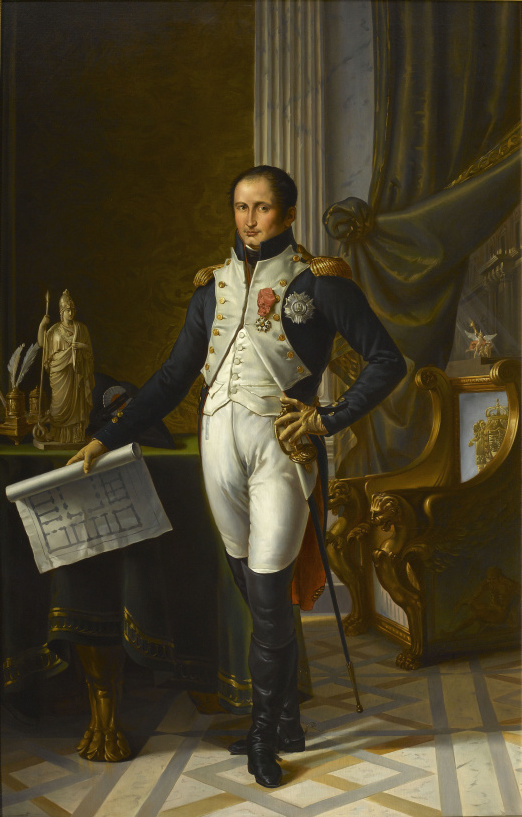
Joseph Bonaparte, commandant en chef les armées françaises.

Le même jour, la brigade de cavalerie du général Colquhoun Grant (en), composée des 10e, 15e et 18e régiments de hussards, mit en déroute une force de cavalerie française à Morales de Toro. Cette dernière, commandée par le général Pierre-Benoît Soult, comprenait les 16e et 21e régiments de dragons, montés sur des chevaux en très mauvais état. Le 16e dragons fut quasiment anéanti, perdant deux officiers et 308 cavaliers faits prisonniers par les Anglais, parmi lesquels une centaine de blessés. Les pertes britanniques lors de ce combat ne s'élevèrent qu'à 16 tués ou blessés. Le 3 juin, le corps de Hill fit sa jonction avec Graham à Toro, sur la rive nord du fleuve Douro. À ce moment, Wellington pouvait concentrer 90 000 soldats contre les 51 000 hommes de l'armée française. Devant la gravité de la situation, Joseph et Jourdan envoyèrent un message désespéré à Clauzel pour lui demander du secours et se replièrent sur Burgos.
Alors que Joseph et Jourdan s'attendaient à ce que Wellington emprunte la grande route allant de Valladolid à Burgos, le général britannique ordonna à l'aile droite commandée par Hill d'avancer juste au nord de la route tandis que l'aile gauche sous Graham progressa encore plus au nord. Celui-ci fut renforcé sur sa gauche par le corps espagnol de Pedro Agustín Girón, fort de 12 000 hommes. Les Français avaient repassé entre-temps la rivière Pisuerga et se dirigeaient maintenant sur Burgos, mais ils constatèrent avec étonnement qu'ils n'étaient poursuivis que par une petite troupe de cavalerie espagnole. La grande marche de flanc opérée par Wellington se poursuivit et les Français durent abandonner Burgos le 13 juin, non sans avoir fait exploser le château ayant constitué le point central de la résistance lors du siège de l'automne précédent. À l'insu de ses adversaires, Wellington commença également à prendre des dispositions pour faire de la ville de Santander, sur les bords du golfe de Gascogne, sa base arrière pour la suite des opérations.
Au cours de la retraite française, Reille rejoignit le corps principal avec trois divisions de l'armée du Portugal, augmentant de 15 000 hommes les effectifs de l'armée de Joseph. Les 25 000 soldats de Clauzel n'étaient pas très loin mais Joseph n'avait aucune idée de l'endroit où ils se trouvaient. Clauzel ne reçut les messages du roi qu'à partir du 15 juin, date à laquelle il rassembla quatre divisions et se mit en marche pour rejoindre le gros de l'armée. De son côté, Joseph regroupa ses forces derrière l'Èbre, estimant impossible d'être débordé au nord par les troupes de Wellington. Le 15 juin, le corps de Hill franchit l'Èbre à Puente Arenas pendant que celui de Graham opéra de même à San Martin de Lines. Entre le 13 et le 17 juin, les Français n'eurent plus aucun contact avec leurs adversaires.

## Déroulement de la bataille

### Osma

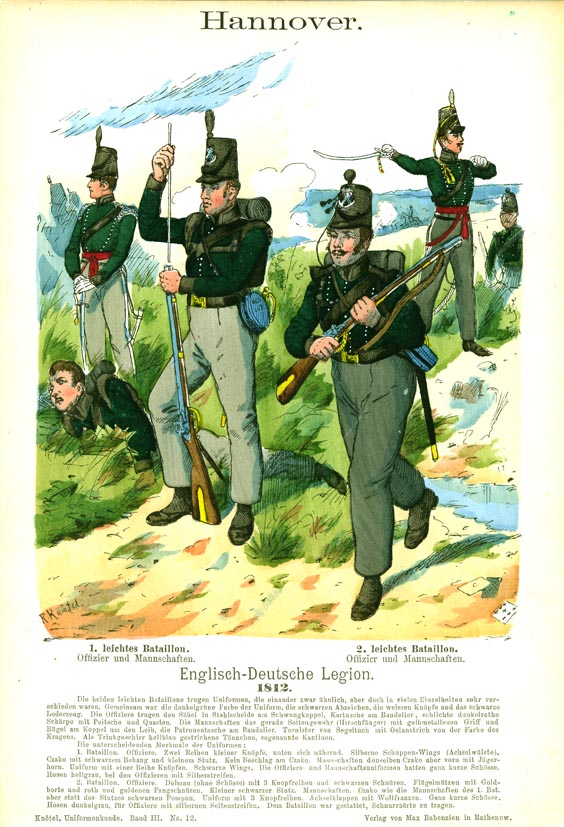
Officiers et soldats des 1er et 2e bataillons légers de la King's German Legion. Illustration de Richard Knötel.

Le 18 juin, informé de la progression de la colonne de Girón contre Bilbao, Joseph ordonna à Reille de se diriger au nord avec trois divisions. Le général français se heurta rapidement aux troupes de Graham, composées des 1re et 5e divisions britanniques, de la brigade de dragons légers de George Anson et de la brigade portugaise indépendante de Thomas Bradford (en). Ce jour-là, la 4e division de l'armée du Portugal, sous les ordres du général Sarrut, qui s'avançait en direction du défilé d'Osma précédée de la cavalerie du général Curto, eut un engagement avec la 1re division britannique du général Kenneth Howard à Osma. Sarrut déploya le 2e léger, le 4e léger et le 36e de ligne à deux bataillons chacun, pour un total de 3 800 hommes. Face à eux se tenaient les 1 200 hommes de la brigade de Colin Halkett, constituée des 1er et 2e bataillons légers de la King's German Legion. 
Graham engagea les hostilités peu avant midi avec les deux bataillons de Halkett, soutenu par le feu de la batterie du capitaine Ramsay. Très vite, ces troupes furent rejointes par la 4e division de Cole qui déboucha sur la droite par les montagnes. Reille, qui avait reçu le renfort de la division Lamartinière, se jugea trop faible pour résister et ordonna la retraite sur Espejo. La manœuvre s'effectua en bon ordre et le général français s'arrêta au nord d'Espejo pour y attendre l'arrivée de la division Maucune. Au cours de cet affrontement, les Français perdirent 107 hommes hors de combat, dont deux officiers blessés, contre seulement une cinquantaine pour les Britanniques. Digby Smith donne le chiffre de 120 tués ou blessés du côté français et de 50 à 60 victimes du côté britannique. Reille se replia finalement au sud pour se joindre à l'armée de Joseph à Miranda de Ebro. 
La division Sarrut était articulée en deux brigades sous le commandement respectif des généraux Joseph François Fririon et Jean-Baptiste Pierre Menne, avec une batterie d'artillerie attachée, soit un total de 146 officiers et 4 656 hommes du rang. La brigade Fririon comprenait le 2e léger et le 36e de ligne tandis que la brigade Menne était formée du 4e léger et du 65e de ligne. La division Howard, pour sa part, regroupait la 1re brigade d'Edward Stopford (en) (1 728 hommes), composée d'une compagnie du 5e bataillon du 60th Regiment of Foot et du 1er bataillon respectif des 2nd et 3rd Foot Guards, et la 2e brigade de Colin Halkett (3 126 hommes), comprenant les 1er et 2e bataillons légers ainsi que les 1er, 2e et 5e bataillons de ligne de la King's German Legion.

### San Millan
Au 18 juin 1813, la 5e division de l'armée du Portugal, commandée par le général Antoine Louis Popon de Maucune, alignait les 15e, 66e, 82e et 86e régiments d'infanterie de ligne pour un total de 4 800 hommes. Dans la journée, une des brigades de Maucune fut attaquée au village de San Millán de San Zadornil par la brigade avancée de la division légère sous les ordres du général John Ormsby Vandeleur, venant de l'ouest. Tandis que les hommes de Vandeleur expulsaient les Français du village et se dirigeaient vers l'est le long de la route, la deuxième brigade de Maucune déboucha d'un défilé rocheux au sud-ouest, directement sur les arrières de la brigade britannique. Toutefois, l'arrivée de la brigade de James Kempt ne laissa pas le temps aux Français de profiter de la situation. Kempt passa immédiatement à l'attaque et la deuxième brigade de Maucune, craignant d'être enveloppé par le flanc et l'arrière, quitta la route et commença à se retirer à travers les collines. Remarquant ce qui se passait derrière lui, Vandeleur détacha le 1er bataillon du 52nd Regiment of Foot contre la deuxième brigade française. Sous la pression, cette dernière perdit rapidement toute discipline et fut mise en déroute. 
La division légère britannique était commandée par le général Charles Alten et se composait de la 1re brigade de Kempt et de la 2e brigade de Vandeleur. La 1re brigade (2 597 hommes) alignait le 1er bataillon du 43rd Regiment of Foot, huit compagnies du 1er bataillon du 95th Rifles, cinq compagnies du 3e bataillon du même 95th Rifles et le 3e bataillon portugais de caçadores (en). La 2e brigade (2 887 hommes) comprenait le 1er bataillon du 52nd Regiment of Foot, six compagnies du 2e bataillon du 95th Rifles, le 17e régiment d'infanterie de ligne portugais et le 1er bataillon portugais de caçadores. L'effectif total de la division légère se montait à 5 484 officiers et soldats, dont 1 945 Portugais. 
Maucune perdit environ 400 hommes. Parmi eux, approximativement 300 furent capturés avec les bagages de la division. Les pertes britanniques s'élevèrent à une centaine de tués ou blessés. La plupart des soldats français se débarrassèrent de leur havresac au cours de leur fuite. La division se rallia à Miranda de Ebro. Maucune fut vertement réprimandé par Joseph pour n'avoir pas su empêcher la déroute de sa division. Celle-ci avait été si malmenée que le roi, ne l'estimant plus en état de faire campagne, la chargea d'escorter un convoi à destination de la France. Le convoi quitta Vitoria le 21 juin à 2 h du matin. L'absence de la division Maucune se fit cruellement ressentir lors de la bataille de Vitoria qui se déroula plus tard dans la journée.